# Oncholaimus parachiltoni
Oncholaimus parachiltoni är en rundmaskart. Oncholaimus parachiltoni ingår i släktet Oncholaimus, och familjen Oncholaimidae. Arten är reproducerande i Sverige.